# بودیا واریاش
بودیا واریاش (انگلیسی: Budya Varyash) یک شهرک در شهرستان یانائولسکی استان باشقیرستان کشور روسیه است.